# Karmela Shako

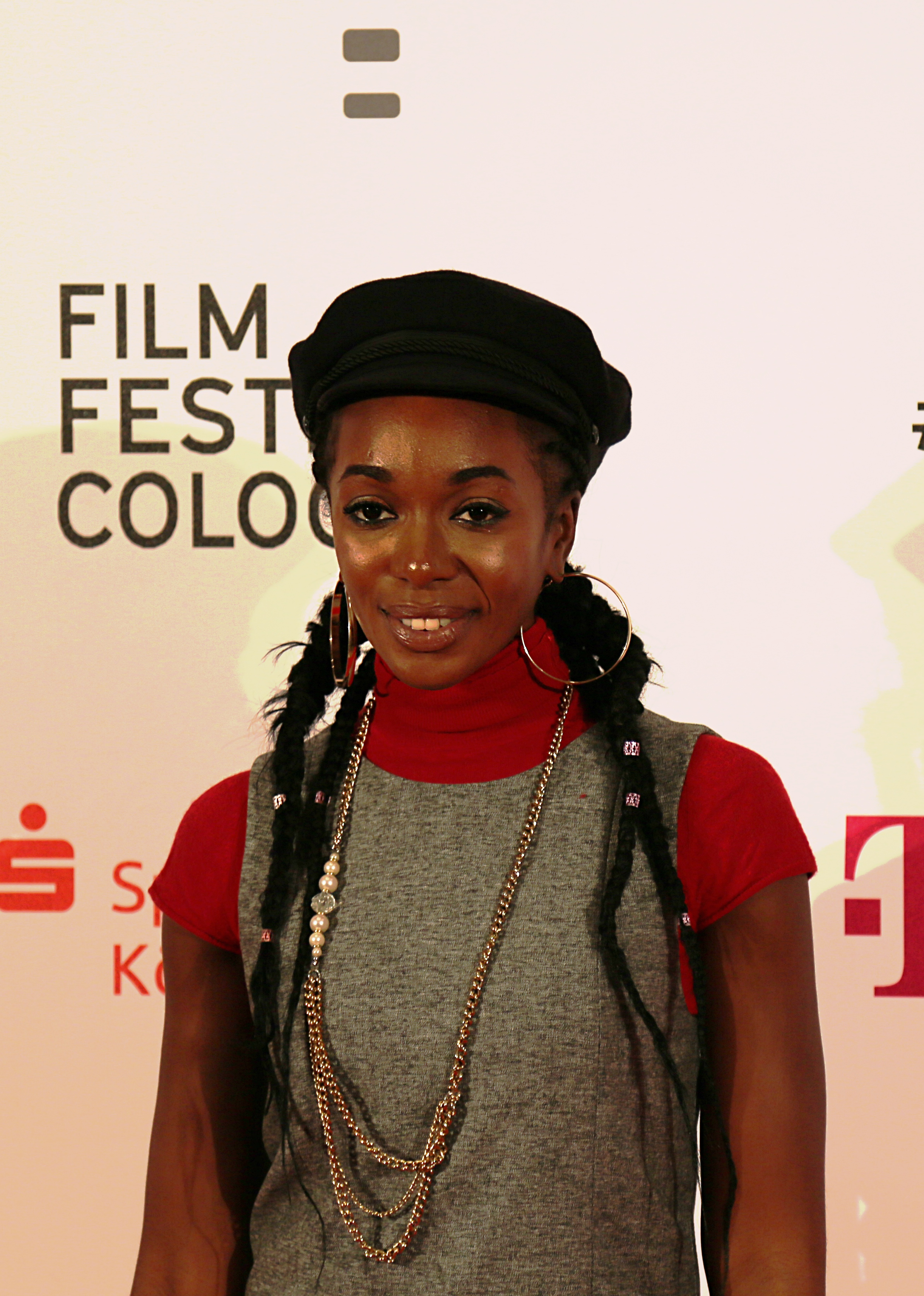
Karmela Shako (2017)

Karmela Shako (* 30. März 1987 in Kinshasa, Demokratische Republik Kongo) ist eine deutsche Schauspielerin.

## Leben
Im Alter von acht Monaten zog Shako mit ihren Eltern nach Saint-Denis bei Paris. Ihre Theaterlaufbahn begann in der Kirche, in der ihre Mutter aktiv war. Mit elf Jahren zog sie mit ihrer Familie nach Köln. 
Von 2011 bis 2015 studierte Karmela Shako an der Theaterakademie Köln. Anschließend begann ihre Fernseh- und Filmkarriere mit der mehrfach ausgezeichneten und international beachteten Serie Familie Braun, einer Politsatire des ZDF, in der sie die schwangere Geliebte eines Nazis spielt. Ebenfalls gastiert sie seit 2017 am Theaterhaus Stuttgart in Stefano Massinis zeitgenössischem Drama 7 Minuten, für das sie mit dem Monica-Bleibtreu-Preis ausgezeichnet wurde.
Shako setzt sich für Frauenrechte ein und unterstützt unterschiedliche soziale Projekte in Afrika.
Eines ihrer größten Vorbilder – bereits in der Kindheit – war Papa Wemba, der 2016 verstarb. 

## Filmografie
- 2014: Das Smoothie
- 2014: Voll Paula! (About Paula)
- 2015: Comedy Rocket (Webserie)
- 2015: Familie Braun (Webserie)
- 2015: Samira
- 2015: Schwarz weiß bunt – Eine kleine Frage zur Flüchtlingsdebatte
- 2016: In meiner Haut
- 2016: SOKO Stuttgart (Fernsehserie)
- 2017: Voll Rita! (About Rita)
- 2017: Über die Grenze – Gesetzlos (Filmreihe)
- 2017: Marie Brand und der schwarze Tag
- 2017: Über die Grenze – Alles auf eine Karte (Filmreihe)
- 2018: Rote Rosen (Fernsehserie)
- 2018: Alarm für Cobra 11 – Die Autobahnpolizei – Schuld (Fernsehserie)
- 2019: Über die Grenze – Racheengel (Filmreihe)
- 2019: Über die Grenze – Rausch der Sterne (Filmreihe)
- 2019: Aus dem Tagebuch eines Uber-Fahrers
- 2019: Jackie en Oopjen
- 2021: Die Bestatterin – Die unbekannte Tote
- 2021: Wilsberg: Überwachen und belohnen
- 2022: Die Tänzerin und der Gangster – Liebe auf Umwegen
- 2022: Billy Kuckuck – Mutterliebe (Fernsehreihe)
- 2022: In aller Freundschaft – Die jungen Ärzte – Lebensmut (Fernsehserie)
- seit 2023: Einspruch, Schatz! (Fernsehreihe)
  - 2023: Ein Fall von Liebe
  - 2023: Unter Vätern
  - 2025: Überraschungsgäste
  - 2025: Herzenswünsche
  - 2025: Schwesterherz
- 2025: Blutspur Antwerpen

## Theater
- 2014: Parzival, Rolle: Parzival – Regie: Folker Banik, Gregor Weber – Theater: Orangerie Köln
- 2014: Die Blinden, Rolle: junge und verrückte Blinde – Regie: Bolat Atabayev – Theater: Sankt-Peter-Kirche Köln
- 2015: Post:Like:Me, Rolle: Kira – Regie: Sascha Klein – Theater: Studiobühne Köln
- 2018: L’Africaine von Giacomo Meyerbeer[2] Rolle: Oho Theobire – Regie: Lionel P. Somé & Thomas George – Theater: Oper Halle
- 2018: 7 MINUTEN von Stefano Massini,[3] Rolle: NAOMI – Regie: Werner Schretzmeier – Theater: Theaterhaus Stuttgart
- 2019: Vier Stern Stunden,[4] Rolle: Laura – Regie: Steffen Laube – Theater: Kleines Theater Bad Godesberg
- 2020: Vier Stern Stunden, Rolle: Lisa – Regie: Steffen Laube – Theater: Theater Bonn Bad Godesberg
- 2020: L’Africaine von Giacomo Meyerbeer,[5] Rolle: Oho Theobire – Regie: Lionel P. Somé & Thomas George – Theater: Theater Lübeck